# (2081) Sázava
(2081) Sázava ist ein Asteroid des Hauptgürtels, der am 27. Februar 1976 vom Schweizer Astronomen Paul Wild, vom Observatorium Zimmerwald der Universität Bern aus, entdeckt wurde.
Der Asteroid ist nach dem gleichnamigen tschechischen Fluss Sázava (deutsch Sasau oder Sazawa) benannt.